# Кълъмбия Пикчърс
„Кълъмбия Пикчърс Индъстрис“ (на английски: Columbia Pictures Industries) е американско филмово студио, което е част от Сони Пикчърс Моушън Пикчър Груп, подразделение на Сони Пикчърс Ентъртейнмънт, което е едно от големите пет студия и дъщерно дружество на мултинационалния конгломерат Сони.
На 19 юни 1918 г. братята Джак и Хари Кон и техният бизнес партньор Джо Бранд основават студиото с името Кон-Бранд-Кон Филм Сейлс Корпорейшън.

## История

### Първи години като Кон-Бранд-Кон
Студиото е основано на 19 юни 1918 г. като Кон-Бранд-Кон Филм Сейлс Корпорейшън (на английски: Cohn-Brandt-Cohn (CBC) Film Sales) от братята Джак и Хари Кон и най-добрия приятел на Джак Джо Бранд и издава първия си игрален филм More to Be Pitied Than Scorned на 20 август 1922. Филмът с бюджет от 20 000 долара е успешен, донасяйки 130 000 долара приходи за компанията. Бранд е президент на студиото, като се занимава с продажбите, маркетинга и разпространението от Ню Йорк заедно с Джак Кон, докато Хари Кон ръководи производството в Холивуд. Ранните продукции на студиото са нискобюджетните Screen Snapshots, Hallroom Boys, и филми с участието на имитатора на Чаплин Били Уест.  Новосъздадената компания наема помещение в студио „Повърти Роу“ на холивудската улица „Гоуър“, известно с ниските си наеми.

### Реорганизация и ново име
Кълъмбия Пикчърс Корпорейшън е основана от братята Хари и Джак Кон и най-добрия им приятел Джо Бранд на 10 януари 1924 г. Кон остава и ръководител на производството, като по този начин концентрира огромна власт в ръцете си. Той управлява Кълъмбия през следващите 34 години, един от най-дългите мандати на който и да е шеф на студио.
Бранд в крайна сметка се уморява да си сътрудничи с братята Кон и през 1932 г. продава своята една трета от дела на Джак и Хари Кон, които поемат поста от него като президент.
Продуктовата линия на Кълъмбия се състои предимно от пълнометражни филми с умерен бюджет, включително комедии, спортни филми, различни сериали и анимационни филми. Студиото постепенно се насочва към производството на по-високо бюджетни ленти, като в крайна сметка се присъединява към второто ниво на холивудските студия заедно с Юнайтед Артистс и Юнивърсъл. Подобно на тях, Кълъмбия контролира производството и разпространението, но не притежава собствени кино салони.
Помощ за престижа на Кълъмбия е присъединяването към нея на амбициозен режисьор Франк Капра. Между 1927 и 1939 г. Капра непрекъснато настоява пред братята Кон за по-добри материали и по-големи бюджети. Поредица от хитове, които той режисира в началото и средата на 30-те години, затвърждават статута на Кълъмбия като голямо студио. По-специално, Това се случи една нощ, който почти помита Оскарите през 1934 г., поставяйки Кълъмбия на картата. Дотогава бизнесът на студиото зависи от собствениците на кина, желаещи да вземат нейните филми, тъй като не разполага със собствена кино мрежа. Следват други режисирани от Капра хитове, включително оригиналната версия на Изгубеният хоризонт (1937) с Роналд Колман и Господин Смит отива във Вашингтон (1939), който превръща Джеймс Стюарт в звезда.
През 1933 г. Кълъмбия наема Робърт Калок за главен дизайнер на модни женски костюми. Той е първият дизайнер на костюми, нает от студиото, като създава гардеробния отдел на студиото. Заетостта на Калок от своя страна убеждава водещите актриси, че Кълъмбия Пикчърс възнамерява да инвестира в кариерата им.
Кълъмбия не може да си позволи да поддържа огромен списък от договори с актьорите, така че Джак Кон обикновено ги заема от други студия. През 30-те години на миналия век Кълъмбия подписва дългосрочен договор с Джийн Артър и след Целият град говори (1935), Артър става голяма комедийна звезда. Кариерата на Ан Содърн започва, когато Кълъмбия подписва договор с нея през 1936 г. Кари Грант подписва договор през 1937 г. и скоро след това той е променен на неизключителен договор, споделен с РКО Пикчърс.
Много кина разчитат на уестърни, за да привлекат голяма публика през уикенда, а Кълъмбия подкрепя този пазар. Първата каубойска звезда на студиото е Бък Джоунс, който подписва със студиото през 1930 г. за малка част от предишната си заплата в голямо студио. През следващите две десетилетия студиото издава десетки уестърни с Джоунс, Тим Маккой, Кен Мейнард, Джак Лъдън, Боб Алън, Ръсел Хейдън, Текс Ритър, Кен Къртис и Джийн Отри. Най-популярният каубой на Кълъмбия е Чарлз Старет, който подписа с Кълъмбия през 1935 г. и участва в 131 уестърна в продължение на 17 години.

### Късометражни филми
По настояване на Хари Кон студиото подписва комедийното трио Тримата марионетки през 1934 г., които са отхвърлени от Метро-Голдуин-Майер. Между 1934 и 1957 г. триото участва в 190 късометражни филма на Кълъмбия. Други известни комедианти, участвали в късометражни филми на студиото, са Бъстър Кийтън, Чарли Чейс, Хари Лангдън, Анди Клайд и Хю Хърбърт. Почти 400 от 529-те двуролкови комедии на Кълъмбия са излъчени по телевизията между 1958 и 1961 г.; до момента всички филми с участието на Тримата марионетки, Кийтън, Чарли Чейс, Шемп Хауърд, Джо Бесър и Джо ДеРита са издадени за домашна употреба.
Кълъмбия започва производството на анимация през 1929 г. На следващата година студиото поема разпространението на поредицата Мики Маус от Селебрити Прадакшънс до 1932 г. Водещите анимационни сериали на Кълъмбия са Krazy Kat, Scrappy, The Fox and the Crow и (за кратко) Li'l Abner. Скрийн Гемс е последното голямо студио за черно-бели анимационни филми, като ги произвежда до 1946 г. Същата година Скрийн Гемс е закрито, но е създало достатъчно анимационни филми, за да може студиото да ги пусне до 1949 г. През 1957 г. Кълъмбия разпространява анимационните филми на Хана-Барбера. През 1967 г. сделката с Хана-Барбера изтича и не е подновена.

### 1940-те
През 40-те години на миналия век студиото се възползва от популярността на най-голямата си звезда Рита Хейуърт. Кълъмбия поддържа дълъг списък от контрагенти до 50-те години на миналия век; Глен Форд, Пени Сингълтън, Уилям Холдън, Джуди Холидей, Тримата марионетки, Ан Милър, Евелин Кийс, Ан Доран, Джак Лемън, Клео Мур, Барбара Хейл, Адел Джергенс, Лари Паркс, Артър Лейк, Люсил Бол, Кервин Матюс и Ким Новак.
Хари Кон следи бюджетите на своите филми и студиото се възползва максимално от скъпите декори, костюми и реквизит, като ги използва повторно в други филми. Много от нискобюджетните и от късометражните филми на Кълъмбия имат скъп вид благодарение на ефективната политика на Кълъмбия за рециклиране. Кон не е склонен да харчи големи суми дори за най-важните си филми.
През 1948 г. решението от делото Съединените щати срещу Парамаунт Пикчърс принуждава холивудските филмови компании да се откажат от веригите кина, които притежават. Тъй като Кълъмбия не притежава кина, вече е при равни условия с най-големите студиа и скоро измества РКО в списъка на студиата „Големите пет“.

#### Скрийн Гемс
На 8 ноември 1948 г. Кълъмбия приема името Скрийн Гемс за своя филиал за телевизионно производство, когато студиото придобива Пионир Телефилмс, телевизионна търговска компания, основана от сина на Джак Кон, Ралф. Пионир е основана през 1947 г. и по-късно е реорганизирана като Скрийн Гемс. Студиото отваря врати в Ню Йорк на 15 април 1949 г. През 1951 г. Скрийн Гемс се превръща в пълноправно телевизионно студио и в основен продуцент на ситуационни телевизионни комедии, започвайки с Father Knows Best и последвано от The Donna Reed Show, The Partridge Family, Bewitched, I Dream of Jeannie и The Monkees.
През 1957 г. Скрийн Гемс подписва сделка за разпространение с Хана-Барбера Прадакшънс, която продуцира класически телевизионни анимационни сериали като Семейство Флинтстоун, Ruff and Reddy, Шоуто на Хъкълбери Хрътката, Мечето Йоги, Jonny Quest, Семейство Джетсън и др. Скрийн Гемс разпространява тези продукции до 1967 г., когато Хана-Барбера е продадена на Тафт Броудкастинг. През 1960 г. анимационното студио става публично търгувана компания, като Кълъмбия притежава 18% дял.

### 1950-те
Тъй като по-големите студиа западат през 50-те години, състоянието на Кълъмбия се подобрява. Това до голяма степен се дължи на факта, че студиото не страда от огромната загуба на приходи, която другите големи студия претърпяват заради загубата на своите кина. Кълъмбия продължава да продуцира над 40 филма годишно, предлагайки продукции, които често карат публиката да идва в кината, като адаптацията на противоречивия роман на Джеймс Джоунс Оттук до вечността (1953), На кея (1954) и Мостът на река Куай (1957) с Уилям Холдън и [Алек Гинес]] (тези филми печелят Оскар за най-добър филм), както и 1984 (1956), адаптация на едноименния роман на Джордж Оруел.
През декември 1956 г. Джак Кон, съосновател и изпълнителен вицепрезидент, умира. През 1958 г. Кълъмбия създава свой собствен звукозаписен лейбъл, Колпикс Рекърдс, първоначално управляван от Джони Тапс, който оглавява музикалния отдел на Кълъмбия, а по-късно от Пол Уекслър и Лестър Сил. Колпикс съществува до 1966 г., когато Кълъмбия сключва съвместно споразумение с РКА Виктор и прекратява дейността на Колпикс в полза на новия си лейбъл, Колгемс Рекърдс.

### 1960-те
Президентът на Кълъмбия Хари Кон умира от сърдечен удар през февруари 1958 г., а неговият племенник Ралф Кон умира през 1959 г., като със смъртта му се слага край на почти четири десетилетия семейно управление.
Новото ръководство се оглавява от Ейб Шнайдър. През 1963 г. Кълъмбия придобива музикалния издател Алдън Мюзик.
До 1966 г. студиото страда от касови провали и започват да се появяват слухове за поглъщане. Кълъмбия оцелява единствено от печалбите от Скрийн Гемс, чиито активи включват също радио и телевизионни станции. На 23 декември 1968 г. Скрийн Гемс се слива с Кълъмбия Пикчърс Корпорейшън и става част от новосформираната Кълъмбия Пикчърс Индъстрис (КПИ) за 24,5 милиона долара. Шнайдър е председател на холдинговата компания, а Лео Джафе – президент. След сливането през март 1969 г. новосформираната компания купува Бел Рекърдс за 3,5 милиона долара (главно в акции на КПИ), запазвайки Лари Утал като президент на лейбъла.

### 1970-те
Почти фалирало в началото на 70-те години, студиото е спасено чрез радикална промяна: Гоуър Стрийт Студиос, наричано „Сънсет Гоуър Студиос“, е продадено и е привлечен нов мениджърски екип. През 1972 г. е създадено партньорство между Кълъмбия и Уорнър Брос, наречено Бърбанк Студиос, в което двете компании споделят студиото на Уорнър в Бърбанк.
На 6 май 1974 г. Кълъмбия оттегля името Скрийн Гемс от телевизията, преименувайки своето телевизионно подразделение на Кълъмбия Пикчърс Телевижън. Името е предложено от Дейвид Гербер, който тогава заема поста на президент на телевизионния отдел на Кълъмбия. Същата година Кълъмбия Пикчърс придобива Растар Пикчърс, която включва Растар Прадакшънс, Растар Фийчърс и Растар Телевижън. След това Рей Старк основава Растар Филмс, която е придобита от Кълъмбия Пикчърс през февруари 1980 г.
През есента на 1978 г. Кърк Керкорян, казино магнат от Вегас, който също контролира Метро-Голдуин-Майер, придобива дял от 5,5% в Кълъмбия Пикчърс. На 20 ноември обявява, че възнамерява да участва в търг за придобиване на още 20% от студиото.
На 15 януари 1979 г. Министерството на правосъдието завежда антитръстов иск срещу Керкорян, за да му попречи да притежава дял в Колумбия, докато контролира Метро-Голдуин-Майер. На 19 февруари 1979 г. Кълъмбия Пикчърс Телевижън придобива Той Прадакшънс; продуцентската компания, основана от Бъд Йоркин и сценаристите Сол Търтълтаб и Бърни Оренстийн през 1976 г. През май Керкорян придобива допълнителни 214 000 акции в Кълъмбия, повишавайки дела си до 25%. На 2 август процесът започва; на 14 август съдът се произнася в полза на Керкорян. През 1979 г. Кълъмбия сключва споразумение с Тайм Лайф Видео за издаване на 20 заглавия на видеокасети.

### 1980-те: Кока-Кола, Три-Стар и други придобивания и начинания
На 30 септември 1980 г. Керкорян съди Кълъмбия за пренебрегване на интересите на акционерите и нарушаване на споразумение с него. По-късно Кълъмбия го обвинява на 2 октомври в планиране с Нелсън Бънкър Хънт за получаване на контрол над студиото.
През 1981 г. Керкорян продава своя дял от 25% в Кълъмбия. По-късно студиото придобива 81% от организацията Уолтър Рейд, която притежава 11 кина; Кълъмбия закупува останалите 19% през 1985 г.
Приблизително по същото време студиото преработва предложеното от Стивън Спилбърг продължение на Близки срещи от третия вид, Нощно небе. Проектът в крайна сметка се превръща в най-касовия филм на времето, Извънземното. Студиото получава дял от печалбите за участието си в разработката.
На 17 май 1982 г. Кълъмбия Пикчърс придобива Спелинг-Голдбърг Прадакшънс за над 40 милиона долара. С по-здрав баланс (дължащ се до голяма степен на касови хитове като Крамър срещу Крамър, Stir Crazy, Синята лагуна и Stripes) Кълъмбия е закупена от компанията за напитки Кока-Кола Къмпани на 22 юни 1982 г. за 750 милиона долара. За да сподели нарастващите разходи за филмова продукция, Кока-Кола привлича двама външни инвеститори, чиито предишни усилия в Холивуд не се увенчават с успех. През 1982 г. Кълъмбия, Хоум Бокс Офис на Тайм и Си Би Ес обявяват, като съвместно предприятие Нова Пикчърс, преименувано на Три-Стар Пикчърс. През 1983 г. Прайс напуска Кълъмбия Пикчърс след спор с Кока-Кола и се връща в Юнивърсъл. Той е заменен от Гай Макелуейн.

#### Ерата на Кълъмбия Пикчърс Ентъртейнмънт (1987-1989)
Нестабилният филмов бизнес изнервя акционерите на Кока-Кола и след провала на филма Ishtar от критиката и бокс офиса, Кока-Кола отделя своите холдинги за развлечения на 21 декември 1987 г=; Кълъмбия Пикчърс Индъстрис и Три-Стар Пикчърс са преименувани на Кълъмбия Пикчърс Ентъртейнмънт, като Кока-Кола притежава 80% от компанията. И двете студиа продължават да продуцират и разпространяват филми под отделните си имена.

### Ерата на Сони (1989-настояще)
На 28 септември 1989 г. Кълъмбия Пикчърс е продадена на електронния гигант Сони, една от няколкото японски фирми, които тогава купуват американски имоти, за сумата от 3,4 милиарда долара. Продажбата носи на Кока-Кола печалба от инвестицията си в студиото. След това Сони нае двама продуценти, Питър Губер и Джон Питърс, които да служат като ръководители, когато Сони придобива и Грубер-Питърс Ентъртейнмънт Къмпани за 200 милиона долара на 29 септември 1989 г. Губер и Питърс току-що са подписали дългосрочен договор с Уорнър Брос през 1989 г., като работят в компанията от 1983 г. Уорнър Брос, тогава дъщерно дружество на Уорнър Комюникейшънс, съди Сони за 1 милиард долара. Сони завършва придобиването на Кълъмбия на 8 ноември, а придобиването на Грубер-Питърс е завършено на следващия ден.

#### 1990-те
През 1990 г. Сони в крайна сметка плаща стотици милиони долари, отказва се от половин дял в своя бизнес за поръчки по пощата на Кълъмбия Хаус Рекърдс Клуб и купува от Тайм Уорнър бившето студио на Метро-Голдуин-Майер в Кълвър Сити, което Уорнър Комюникейшънс придобива при поглъщането на Лоримар-Телепикчърс през 1989 г., като по този начин приключва партньорството с Бърбанк Студиос. Първоначално преименувана на Кълъмбия Студиос, Sony харчи 100 милиона долара за обновяване.
През 90-те години Кълъмбия обявява планове за съперничещ франчайз за Джеймс Бонд, тъй като притежава правата върху Казино Роял и планира да направи трета версия на Операция „Мълния“ с Кевин Макклори. Метро-Голдуин-Майер и Данхак, собственици на франчайза, съдят Сони Пикчърс през 1997 г., като съдебният спор приключва две години по-късно с извънсъдебно споразумение. Сони разменя правата за Казино Роял за 10 милиона долара с правата за заснемане на Спайдър-Мен. Филмите със супергероя са най-успешният франчайз на Кълъмбия. Първият филм излиза през 2002 г., а към 2021 г. има седем последващи филма с приходи в САЩ над 2,5 милиарда долара. Между издаването на първото и второто продължение през 2004 г. и 2007 г., Сони ръководи консорциум, който закупува Метро-Голдуин-Майер, давайки му права за разпространение на франчайза за Джеймс Бонд.

#### 2000-те
През 2000-те Сони разширява графика си за издаване, като подкрепи Революшън Студиос, продуцентска/дистрибуторска компания, ръководена от Джо Рот. На 16 септември 2002 г. Кълъмбия ТриСтар Доместик Телевижън е преименувана на Сони Пикчърс Телевижън. През същата година Кълъмбия чупи рекорда за най-големи местни кино приходи с 1,575 милиарда долара, подобрявайки собствения си рекорд от 1,256 милиарда долара, поставен през 1997 г., който е поставен от такива блокбастъри като Спайдър-Мен, Мъже в черно 2 и Трите хикса. Студиото е и най-доходоносното през 2004 г. с над 1,338 милиарда долара от местния бокс офис с филми като Спайдър-Мен 2, 50 първи срещи и Гняв, а през 2006 г. приходите на студиото нарастват до 1,711 милиарда долара, с хитовете Шифърът на Леонардо, Преследване на щастието, Къща-чудовище, Казино Роял и Ловен сезон, което е годишен рекорд, докато Уорнър Брос го подобрява през 2009 г.

#### 2010-те
На 29 октомври 2010 г. Мат Толмах, съпрезидентът на Кълъмбия Пикчърс, се оттегли, за да продуцира Невероятният Спайдър-Мен и неговото продължение. Дъг Белград, другият съпрезидент на Кълъмбия, е повишен в единствен президент на студиото. Белград и Толмах са съпрезиденти на студиото от 2008 г., като работят съвместно от 2003 г. Същия ден Хана Мингела е назначена за президент на продукциите на Кълъмбия.
На 18 ноември 2012 г. Сони Пикчърс обявява, че е надминал 4 милиарда долара в световен мащаб с успеха на филмите на Кълъмбия Скайфол, Невероятният Спайдър-Мен, Внедрени в час, Мъже в черно 3, Хотел Трансилвания и на Скрийн Гемс Подземен свят: Пробуждане, Сватбен обет и Заразно зло: Възмездие.
На 16 юли 2014 г. Дъг Белград е назначен за президент на Сони Пикчърс Ентъртейнмънт Моушън Пикчър Груп. Той напуска поста през юни 2016 г. На 2 юни Санфорд Панич е назначен за президент на Кълъмбия Пикчърс.

## Лого
Логото на Кълъмбия Пикчърс, изобразяващо дамата с факел, жена, носеща факла и пред завеса (представляваща Колумбия, олицетворение на Съединените щати), претърпява пет големи промени. Често е сравнявана със Статуята на свободата, която е вдъхновение за логото на компанията.

## Филмотека

### Най-печеливши филми
Показва филми, които се излъчват по кината в момента.
| Позиция | Заглавие                           | Година | Брутна печалба |
| ------- | ---------------------------------- | ------ | -------------- |
| 1       | Спайдър-Мен: Няма път към дома     | 2021   | $814,108,407   |
| 2       | Спайдър-Мен                        | 2002   | $407,022,860   |
| 3       | Джуманджи: Добре дошли в джунглата | 2017   | $404,540,171   |
| 4       | Спайдър-Мен: Далече от дома        | 2019   | $390,532,085   |
| 5       | Спайдър-Мен: През Спайди-вселената | 2023   | $379,412,026   |
| 6       | Спайдър-Мен 2                      | 2004   | $373,585,825   |
| 7       | Спайдър-Мен 3                      | 2007   | $336,530,303   |
| 8       | Спайдър-Мен: Завръщане у дома      | 2017   | $334,201,140   |
| 9       | Джуманджи: Следващо ниво           | 2019   | $320,314,960   |
| 10      | Скайфол                            | 2012   | $304,360,277   |
| 11      | Невероятният Спайдър-Мен           | 2012   | $262,030,663   |
| 12      | Мъже в черно                       | 1997   | $250,690,539   |
| 13      | Ловци на духове                    | 1984   | $229,242,989   |
| 14      | Ханкок                             | 2008   | $227,946,274   |
| 15      | Шифърът на Леонардо                | 2006   | $217,536,138   |
| 16      | Венъм 2: Време е за Карнидж        | 2021   | $213,550,366   |
| 17      | Венъм                              | 2018   | $213,515,506   |
| 18      | Лоши момчета завинаги              | 2020   | $204,292,401   |
| 19      | Невероятният Спайдър-Мен 2         | 2014   | $202,853,933   |
| 20      | Спектър                            | 2015   | $200,074,609   |
| 21      | Внедрени в час 2                   | 2014   | $191,719,337   |
| 22      | Мъже в черно 2                     | 2002   | $190,418,803   |
| 23      | Спайдър-Мен: В Спайди-вселената    | 2018   | $190,241,310   |
| 24      | Хитч                               | 2005   | $179,495,555   |

| Позиция | Заглавие                                 | Година | Брутна печалба |
| ------- | ---------------------------------------- | ------ | -------------- |
| 1       | Спайдър-Мен: Няма път към дома           | 2021   | $1,916,306,995 |
| 2       | Скайфол                                  | 2012   | $1,142,471,295 |
| 3       | Спайдър-Мен: Далече от дома              | 2019   | $1,131,927,996 |
| 4       | Джуманджи: Добре дошли в джунглата       | 2017   | $962,126,927   |
| 5       | Спайдър-Мен 3                            | 2007   | $894,983,373   |
| 6       | Спектър                                  | 2015   | $880,674,609   |
| 7       | Спайдър-Мен: Завръщане у дома            | 2017   | $880,166,924   |
| 8       | Венъм                                    | 2018   | $855,013,954   |
| 9       | Спайдър-Мен                              | 2002   | $825,025,036   |
| 10      | Джуманджи: Следващо ниво                 | 2019   | $800,059,707   |
| 11      | 2012                                     | 2009   | $791,217,826   |
| 12      | Спайдър-Мен 2                            | 2004   | $788,976,453   |
| 13      | Шифърът на Леонардо                      | 2006   | $758,239,851   |
| 14      | Невероятният Спайдър-Мен                 | 2012   | $757,930,663   |
| 15      | Невероятният Спайдър-Мен 2               | 2014   | $708,982,323   |
| 16      | Спайдър-Мен: През Спайди-вселената       | 2023   | $682,567,162   |
| 17      | Ханкок                                   | 2008   | $624,386,746   |
| 18      | Мъже в черно 3                           | 2012   | $624,026,776   |
| 19      | Казино Роял                              | 2006   | $606,099,584   |
| 20      | Спектър на утехата                       | 2008   | $589,580,482   |
| 21      | Мъже в черно                             | 1997   | $589,390,539   |
| 22      | Смърфовете                               | 2011   | $563,749,323   |
| 23      | Хотел Трансилвания 3: Чудовищна ваканция | 2018   | $528,583,774   |